# SRY
Ген SRY (англ. Sex-determining Region Y) располагается на Y-хромосоме большинства млекопитающих, и принимает участие в развитии организма по мужскому типу.
Ген SRY не имеет интронов и кодирует белковый фактор развития семенников (англ. testis-determining factor), также называемый белком SRY или TDF, который инициирует развитие мужского организма.
У человека ген SRY локализован на коротком плече Y-хромосомы, в области Yp11.3 (точнее, от 2 655 792-й до 2 654 896-й пары оснований на коротком плече Y-хромосомы). Его единственный экзон состоит из 897 пар нуклеотидов.

## Мутации
Мутации в гене SRY могут привести к появлению женского организма с генотипом XY (синдром Свайера).
Транслокация части Y-хромосомы, содержащей этот ген, на X-хромосому приводит к появлению мужского организма с генотипом XX (синдром де Ля Шапеля).

## Влияние на анатомический пол
Значение этого гена в определении пола было установлено, в частности, из следующих фактов:
- Люди с одной Y-хромосомой и несколькими X-хромосомами (XXY, XXXY) обычно мужчины (Синдром Клайнфельтера).
- Встречаются лица с мужским фенотипом и женским (XX) генотипом (синдром де ля Шапеля). У этих мужчин SRY-ген расположен на одной из X-хромосом (либо на обеих) вследствие хромосомной транслокации (однако такие мужчины бесплодны).
- Подобным образом, встречаются женщины с генотипом XXY или XY. У этих женщин отсутствует SRY-ген на их Y-хромосоме, либо он присутствует, но дефективен (из-за мутаций).